# Dustin Moskovitz
Dustin Moskovitz (ur. 22 maja 1984 w Gainesville) – amerykański przedsiębiorca żydowskiego pochodzenia, współzałożyciel portalu Facebook.
Według Listy najbogatszych ludzi świata magazynu Forbes, jego majątek jest szacowany na około 18 miliardów dolarów, z czego większość jest ulokowana w akcjach Facebooka. Moskovitz posiada ok. 2% udziałów w akcjach Facebooka.